# Ionuț Panțîru
Ionuț Panțîru (Iași, 22 marzo 1996) è un calciatore rumeno, difensore del Voluntari.

## Caratteristiche tecniche
È un terzino sinistro che può essere impiegato anche in posizione più avanzata.

## Carriera
Cresciuto nel settore giovanile dello Știința Miroslava, ha disputato la stagione 2016-2017 in Liga III prima di essere acquistato dal CSM Politehnica Iași. Con il club biancazzurro ha disputato 61 incontri nella massima divisione rumena nell'arco di quattro stagioni, al termine delle quali si è trasferito all'FCSB.

## Palmarès

### Club

#### Competizioni nazionali
- Coppa di Romania: 1

FCSB: 2019-2020
- Campionato rumeno: 1

FCSB: 2023-2024
- Supercoppa di Romania: 1

FCSB: 2024